# Robert William Bemer
Robert William Bemer (Sault Ste. Marie, Míchigan, 8 de febrero de 1920-Condado de Palo Pinto, Texas, 22 de junio de 2004) fue un informático estadounidense conocido por sus trabajos en IBM durante los años 50 y principios de los 60.

## Biografía
Se graduó de la escuela de Cranbrook en 1936, se licenció en matemáticas en la Universidad de Albion en 1940. También consiguió un certificado en ingeniería aeronáutica en el instituto técnico de Curtiss-Wright en 1941. Comenzó su carrera como aerodinamista en Douglas Aircraft Company en 1941 y trabajó para RAND Corporation a partir de 1951, IBM a partir de 1957 y Honeywell a partir de 1974. También trabajó para UNIVAC.
Desempeñó servicios en el comité que unió el diseño de lenguaje COMTRAN, con el FLOW-MATIC de Grace Hopper y produjo así las especificaciones para COBOL. Trabajó en el comité que definió el codeset de ASCII en 1960, contribuyendo con varios caracteres que no habían sido utilizados previamente por las computadoras incluyendo el escape, el carácter del backslash, y los caracteres de la llave. Consecuentemente se le conocen a veces como el padre del ASCII.
Otras contribuciones a destacar son la primera publicación del concepto en "Time sharing" y el primer intento de preparación para el problema del efecto 2000 desde 1971. Murió en Possum Kingdom Lake, Texas, después de una batalla contra el cáncer el día 22 de junio del 2004.